# صالح عثمان الراشد
صالح عثمان الراشد الحميدي (1891 - 1969) سياسي كويتي وعضو سابق في المجلس التشريعي الكويتي الأول، و المجلس التشريعي الكويتي الثاني.

## سيرته
كان عضو المجلس بلدي في الكويت، وفاز في انتخابات المجلس التشريعي الكويتي الأول في عام 1938 والمجلس التشريعي الكويتي الثاني في عام 1939، كما عين مسؤول أمن البادية، وهو من أوائل الكويتيون الذين سافروا إلى ايطاليا وفرنسا عام 1923 بغرض تجارة اللؤلؤ ، وهو أحد السجناء السياسيين الستة الذين أعتقلتهم السلطة في مارس 1939 بعد تعطيل المجلس التشريعي الكويتي الثاني ، وأمضوا في السجن خمس سنوات وثلاثة أشهر.

## محطات من حياته
عرفت عنه العديد من المواقف الوطنية والقومية مثل تبرعه لأهل فلسطين سنة 1936م بمبلغ وقدره (500 روبية) ، وكانت تجارته ممتدة إلى مصر والشام وكولومبو وعدن وهي تكملة لتجارة والده عثمان راشد الحميدي ، ولم يكتف بقصر أعماله التجارية على تلك البلدان بل كان أول كويتي يسافر إلى فرنسا وإيطاليا و أول من افتتح مكتباً تجارياً في ميلانو بإيطاليا سنة 1923م ، ومكث هناك حوالي 6 سنوات وكان يرسل بعض البضائع لوالده ، كما عمل في تجارة السلاح مابين أوروبا والحبشة وأرسل رسالتين من باريس لشملان بن علي بن سيف يخبره فيها عن تجارة اللؤلؤ وأسعاره هناك بعد أن كسدت أسعاره في الخليج العربي والهند.